# Hallur Arason
Hallur Arason (* 31. März 1998 in Kvívík) ist ein Handballspieler von den Färöern. Der 1,97 m große rechte Rückraumspieler spielt seit 2018 für den Vestmanna Ítróttafelag, mit dem er 2019 und 2021 die färöische Meisterschaft gewann. Er gehört zum Aufgebot der färöischen Nationalmannschaft, wurde aber für die Europameisterschaft 2024 nicht in den Turnierkader berufen.